# Landécourt
Landécourt est une commune française située dans le département de Meurthe-et-Moselle en région Grand Est.

## Géographie
|         | Lamath     |              |
| Einvaux | Landécourt | Franconville |
|         | Clayeures  | Moriviller   |

### Hydrographie
La commune est dans le bassin versant du Rhin au sein du bassin Rhin-Meuse. Elle est drainée par le ruisseau de Landecourt et le ruisseau le Voite Pre,.

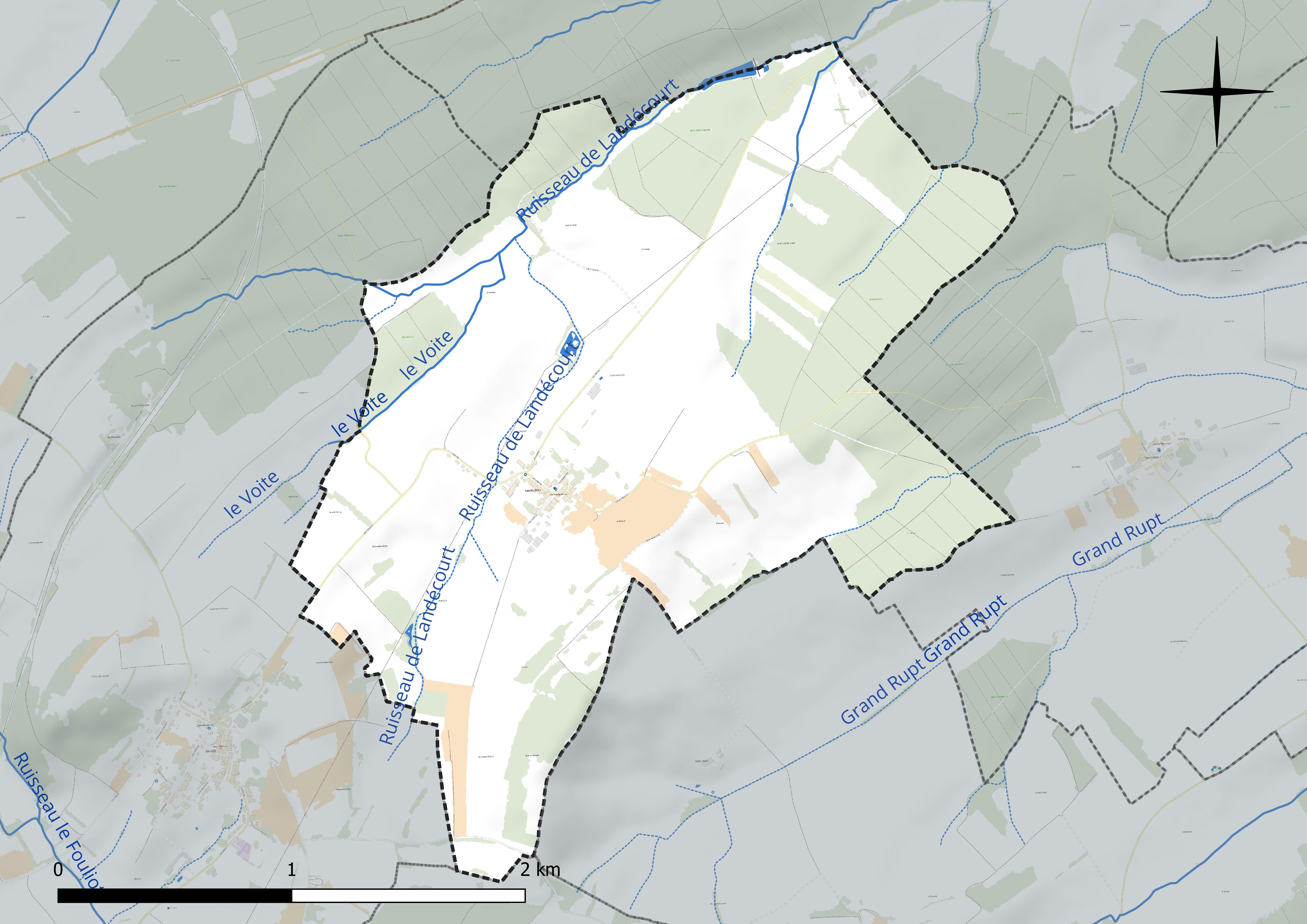
Réseau hydrographique de Landécourt.

### Climat
Pour des articles plus généraux, voir Climat du Grand Est et Climat de Meurthe-et-Moselle.
En 2010, le climat de la commune est de type climat des marges montargnardes, selon une étude du Centre national de la recherche scientifique s'appuyant sur une série de données couvrant la période 1971-2000. En 2020, Météo-France publie une typologie des climats de la France métropolitaine dans laquelle la commune est exposée à un climat semi-continental et est dans la région climatique  Lorraine, plateau de Langres, Morvan, caractérisée par un hiver rude (1,5 °C), des vents modérés et des brouillards fréquents en automne et hiver. 
Pour la période 1971-2000, la température annuelle moyenne est de 9,5 °C, avec une amplitude thermique annuelle de 16,9 °C. Le cumul annuel moyen de précipitations est de 855 mm, avec 12 jours de précipitations en janvier et 9,9 jours en juillet. Pour la période 1991-2020, la température moyenne annuelle observée sur la station météorologique de Météo-France la plus proche, « Roville », sur la commune de Roville-aux-Chênes à 19 km à vol d'oiseau, est de 10,3 °C et le cumul annuel moyen de précipitations est de 833,3 mm. 
La température maximale relevée sur cette station est de 40 °C, atteinte le 25 juillet 2019 ; la température minimale est de −24,5 °C, atteinte le 2 janvier 1971,,. 
Les paramètres climatiques de la commune ont été estimés pour le milieu du siècle (2041-2070) selon différents scénarios d'émission de gaz à effet de serre à partir des nouvelles projections climatiques de référence DRIAS-2020. Ils sont consultables sur un site dédié publié par Météo-France en novembre 2022.

## Urbanisme

### Typologie
Au 1er janvier 2024, Landécourt est catégorisée commune rurale à habitat dispersé, selon la nouvelle grille communale de densité à sept niveaux définie par l'Insee en 2022.
Elle est située hors unité urbaine. Par ailleurs la commune fait partie de l'aire d'attraction de Nancy, dont elle est une commune de la couronne,. Cette aire, qui regroupe 353 communes, est catégorisée dans les aires de 200 000 à moins de 700 000 habitants,.

### Occupation des sols
L'occupation des sols de la commune, telle qu'elle ressort de la base de données européenne d’occupation biophysique des sols Corine Land Cover (CLC), est marquée par l'importance des territoires agricoles (70,5 % en 2018), une proportion identique à celle de 1990 (70,5 %). La répartition détaillée en 2018 est la suivante : prairies (46,5 %), forêts (29,5 %), zones agricoles hétérogènes (17,3 %), terres arables (6,7 %). L'évolution de l’occupation des sols de la commune et de ses infrastructures peut être observée sur les différentes représentations cartographiques du territoire : la carte de Cassini (XVIIIe siècle), la carte d'état-major (1820-1866) et les cartes ou photos aériennes de l'IGN pour la période actuelle (1950 à aujourd'hui).

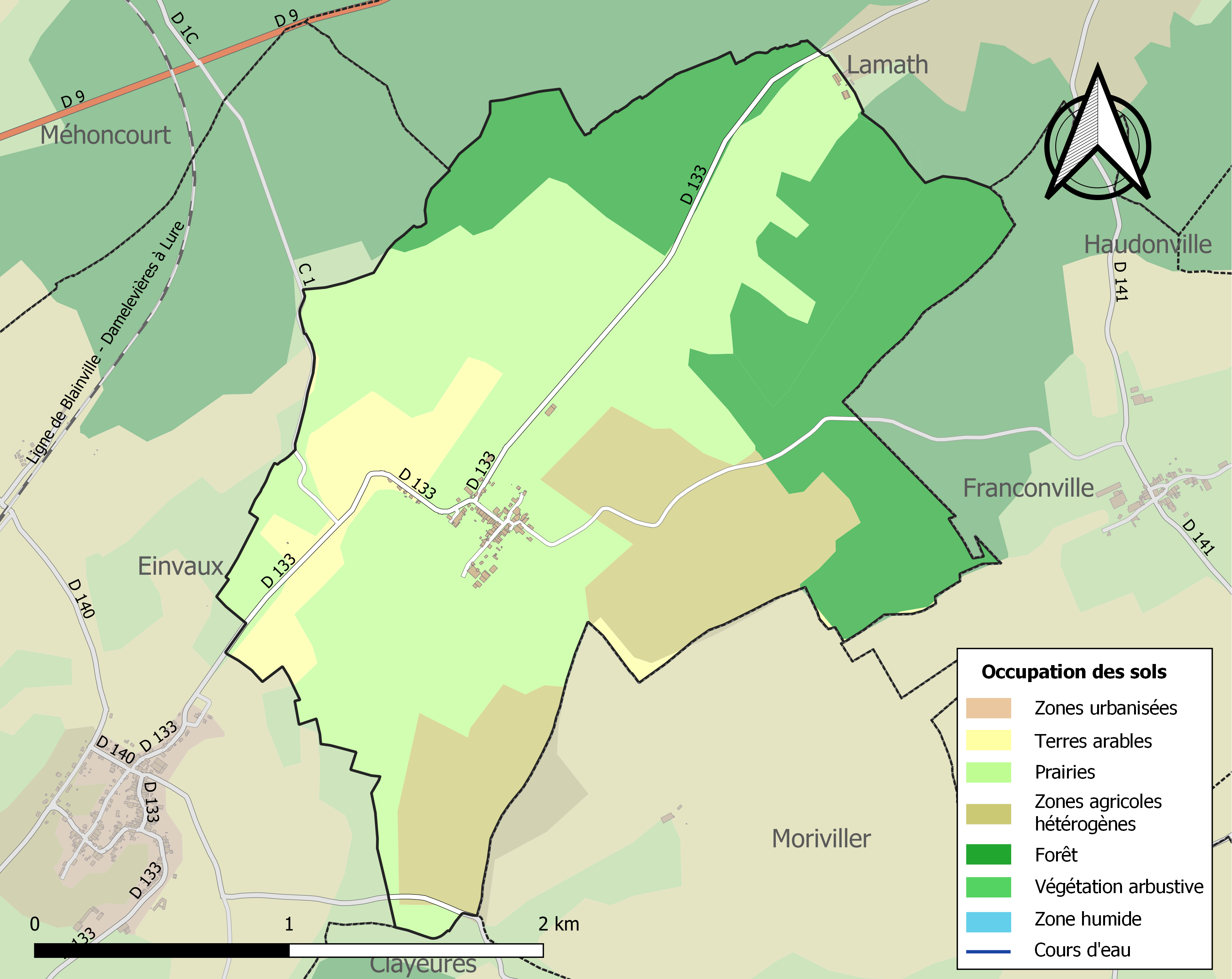
Carte des infrastructures et de l'occupation des sols de la commune en 2018 (CLC).

## Histoire
Il a existé sur le territoire actuel de la commune un village appelé Doncourt.
Un prieuré de bénédictins est fondé au début du XIIe siècle à Landécourt,. L'église prieurale est créée en 1100 par un certain Bancelin, à son retour de la première croisade. Pibon évêque de Toul consacra cette église.
En 1157, le seigneur Theobertus de Landecort signe en qualité de témoin la charte confirmative de la fondation de l'abbaye de Beaupré.
Le 11 septembre 1557, le pape Paul IV confirme une bulle de Paul III qui conférait à Nicolas Bernais le prieuré de Landécourt.
En 1572, l'abbaye de Beaupré donne à bail pour 61 ans une forêt sur le territoire de la commune et au profit des habitants de Landécourt.
En 1587 en pleine guerre de Religions, l'armée de reîtres brûle Moyen et Gerbéviller et commet de nombreux pillages et saccages dans la région. Le passage de ces soldats allemands est également signalé à Landécourt. Ces guerres eurent également pour effets la propagations de maladies infectieuses qui durèrent jusqu'à l'année suivante.
En 1710, la seigneurie appartient en indivision et pour moitié chacun au comte de Haussonville et à monsieur de Rennel. Ils possèdent les droits de haute, moyenne et basse justice. Leurs officiers «connaissent» les affaires en première instance. Les appels sont portés devant le bailliage de Nancy. Il y a 26 habitants au village.
Le 3 septembre 1756, il est permis aux religieux de Beaupré d'établir à Landécourt une ferme dans les essarts (terrains défrichés), et ayant son ban séparé de celui de Landécourt.
Entre 1767 et 1778, les impôts annuels de Landécourt dus au marquis de Gerbéviller étaient affermés pour 124 livres.
En 1789, dans le cahier de doléances de la commune de Champenoux, il est indiqué que le prieur et le curé de Landécourt sont décimateurs pour moitié chacun. Cela signifie que ces deux religieux bénéficiaient de la dîme de la communauté de Champenoux.
Le 3 mai 1792, Hubert Raimbault maître d'école, prête serment devant le conseil général de la commune de Landécourt.
Le 12 mars 1866, les bois du grand Bouxa et du petit Bouxa appartenant au marquis de Lambertye sont mis en vente par adjudication. Les mêmes bois sont à nouveau mis en adjudication le 9 septembre 1922.
Le 28 avril 1866, il est mis en adjudication un cens sur des affouages dans plusieurs communes, dont Landécourt. Ce droit moyenâgeux est issu de l'ancienne seigneurie de Gerbéviller.
L'affaire suivante est anodine. Il est donc étonnant qu'elle ait été portée devant le Conseil d'État dans sa session du 31 mai 1911. Mme Gigout de Landécourt s'étant vue refuser le droit à l'affouage communal a d'abord porté l'affaire devant le conseil de préfecture. Elle a ensuite fait appel du refus de première instance, refus confirmé par le Conseil d'État.
Le 26 juillet 1922 est publiée la mise en concurrence des entreprises pour l'électrification du village chez les particuliers.

## Toponymie
On trouve Landecort en 1157 comme forme la plus ancienne. Viennent ensuite Landecuria, Landecurt, Landeicort, Landeicourt et Landrecourt. Ernest Nègre indique que le toponyme se serait formé sur le nom de personne germanique Lando.
En lorrain roman, le nom du village se prononce Landéco.
Dans les anciens documents, on trouve les graphies suivantes pour l'ancien village de Doncourt : Dodoniscurtem en 1152, Doncurt en 1163 et 1182, Doncort en 1195 et la Grande Doncourt au XVIIe siècle.

## Politique et administration

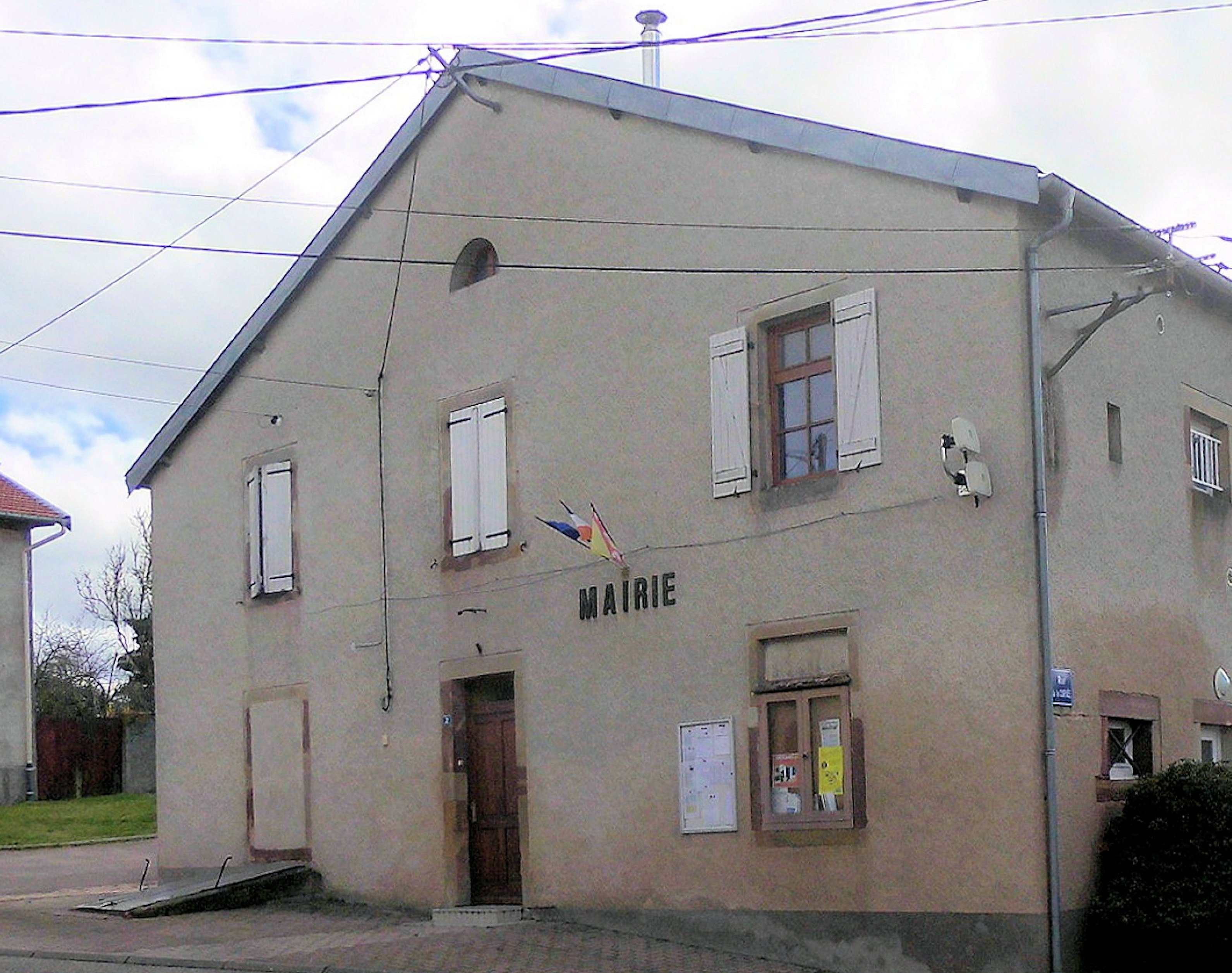
La mairie.

| Période                                  | Période      | Identité            | Étiquette | Qualité                                                                        |
| ---------------------------------------- | ------------ | ------------------- | --------- | ------------------------------------------------------------------------------ |
| Les données manquantes sont à compléter. |              |                     |           |                                                                                |
| 1852                                     |              | Philippe Noël       |           | nommé par le préfet                                                            |
| avant 1910                               | 1924         | Jules Domptail      |           | chevalier du mérite agricole Démissionne en 1924 avec 8 conseillers municipaux |
| 1935                                     |              | Louis Huin          |           |                                                                                |
|                                          |              |                     |           |                                                                                |
| mars 2001                                | mars 2008    | Marguerite Babel    |           |                                                                                |
| mars 2008                                | 2014         | Michel Matte        |           |                                                                                |
| avril 2014                               | juillet 2020 | Jean-Marie Gassmann |           | Cadre supérieur (entreprise publique)                                          |
| juillet 2020                             | En cours     | Jean-Marie Babel,   |           | Ancien cadre                                                                   |

## Démographie
L'évolution du nombre d'habitants est connue à travers les recensements de la population effectués dans la commune depuis 1793. Pour les communes de moins de 10 000 habitants, une enquête de recensement portant sur toute la population est réalisée tous les cinq ans, les populations de référence des années intermédiaires étant quant à elles estimées par interpolation ou extrapolation. Pour la commune, le premier recensement exhaustif entrant dans le cadre du nouveau dispositif a été réalisé en 2007.

En 2022, la commune comptait 85 habitants, en évolution de −7,61 % par rapport à 2016 (Meurthe-et-Moselle : −0,13 %, France hors Mayotte : +2,11 %).
| 1793 | 1800 | 1806 | 1821 | 1831 | 1836 | 1841 | 1846 | 1851 |
| ---- | ---- | ---- | ---- | ---- | ---- | ---- | ---- | ---- |
| 210  | 229  | 218  | 235  | 250  | 241  | 254  | 252  | 250  |

| 1856 | 1861 | 1872 | 1876 | 1881 | 1886 | 1891 | 1896 | 1901 |
| ---- | ---- | ---- | ---- | ---- | ---- | ---- | ---- | ---- |
| 235  | 229  | 210  | 185  | 177  | 179  | 172  | 168  | 161  |

| 1906 | 1911 | 1921 | 1926 | 1931 | 1936 | 1946 | 1954 | 1962 |
| ---- | ---- | ---- | ---- | ---- | ---- | ---- | ---- | ---- |
| 144  | 128  | 111  | 111  | 129  | 122  | 121  | 106  | 98   |

| 1968 | 1975 | 1982 | 1990 | 1999 | 2006 | 2007 | 2012 | 2017 |
| ---- | ---- | ---- | ---- | ---- | ---- | ---- | ---- | ---- |
| 83   | 75   | 78   | 76   | 81   | 86   | 87   | 102  | 88   |

| 2022 | - | - | - | - | - | - | - | - |
| ---- | - | - | - | - | - | - | - | - |
| 85   | - | - | - | - | - | - | - | - |

## Culture locale et patrimoine

### Lieux et monuments

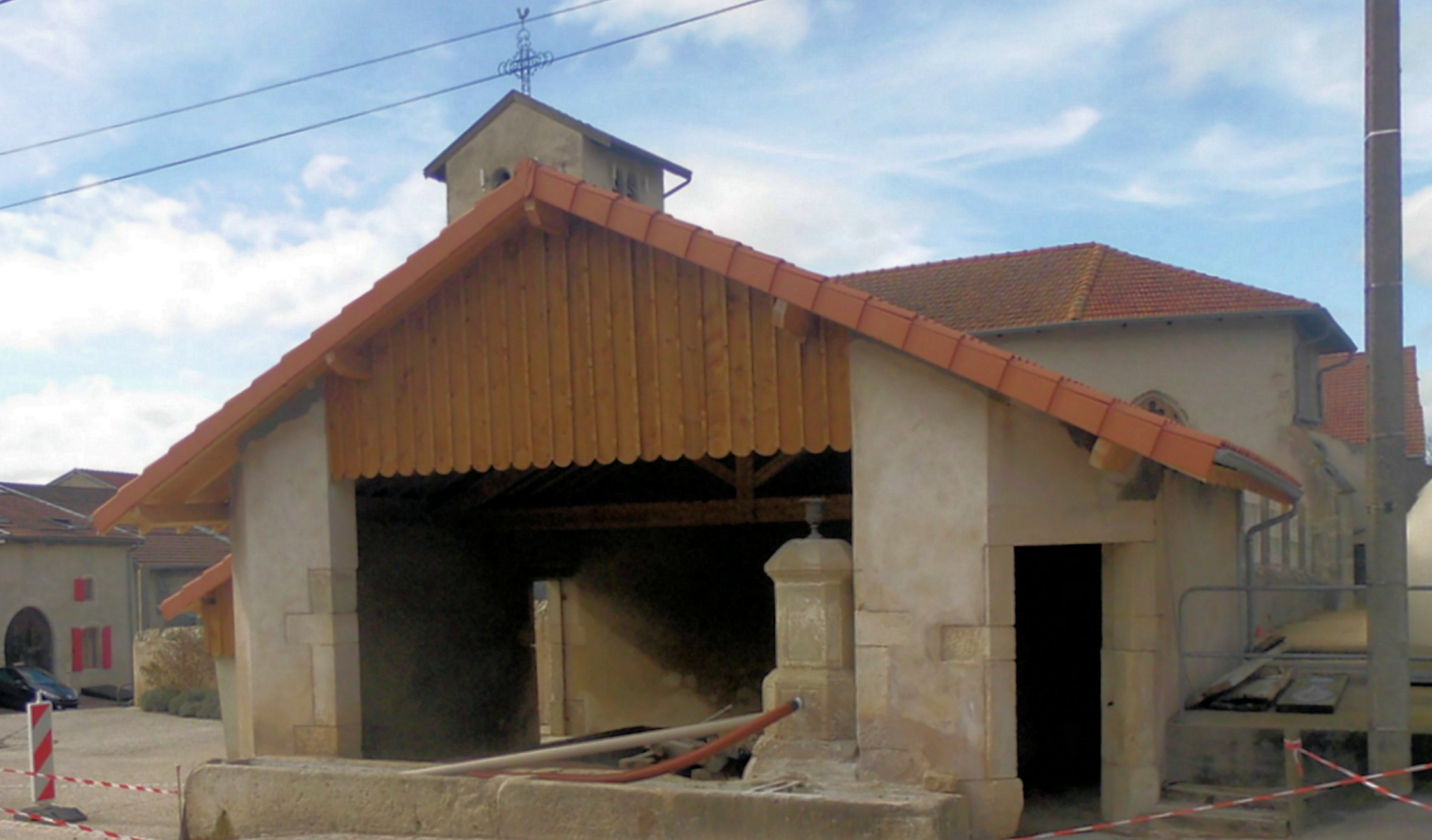
L'ancien lavoir.

#### Édifices religieux
- Ancien prieuré XVIIIe.
- Église : tour romane, nef et chœur XVe/XVIe.
- Ancien lavoir.

### Héraldique
| Blason de Landécourt | Blason  | Écartelé : aux 1er et 4e d'azur à la croix ancrée d'or chargée en cœur d'un tourteau de gueules, aux 2 et 3e d'or à la croix de gueules frettée d'argent ; à la crosse abbatiale contournée de gueules brochant sur le tout. |
| Blason de Landécourt | Détails | Le statut officiel du blason reste à déterminer. |

#### Blason populaire
Dans la langue locale, les habitants étaient surnommés les couchons (les cochons). Il existait aussi un quolibet :
Landécot, grôs sabots, lo diêbe y cot trôs fwès pa jos : Landécourt, gros sabots, le diable y court trois fois par jour.